# Nowe Karwno
Nowe Karwno (deutsch Neu Karwen) ist ein sehr kleines Dorf in der polnischen Woiwodschaft Pommern. Es gehört zur Landgemeinde Czarna Dąbrówka (Schwarz Damerkow) im Powiat Bytowski (Kreis Bütow).

## Verkehrsanbindung
Nach Nowe Karwno gelangt man über zwei Straßenverbindungen, die von Wargowo (Vargow) (an der Verbindungsstraße von Mikorowo (Mickrow) nach Łupawa (Lupow)) bzw. Karwno (Karwen) in das kleine Dorf führen. Ein Bahnanschluss besteht nicht.

## Geschichte
Das früher Neu Karwen genannte Dorf entstand nach 1770 aus königlichen Meliorationsgeldern. Die Kolonie gehörte zur Gemeinde Karwen (heute polnisch: Karwno) und bestand anfänglich aus fünf Bauernhöfen, die an dem alten Postweg von Berlin nach Preußen lagen. In seiner Geschichte ist Neu Karwen mit der der Muttergemeinde Karwen verknüpft. Bis 1945 gehörte es zum Landkreis Stolp im  Regierungsbezirk Köslin der preußischen Provinz Pommern. Seit 1945 gehört der Ort mit dem neuen Namen Nowe Karwno zu Polen, ist heute eine Ortschaft in der Gmina Czarna Dąbrówka und vom Landkreis Stolp in den Powiat Bytowski in der Woiwodschaft Pommern (1975 bis 1998 Woiwodschaft Słupski) „gewechselt“.

## Kirchen und Konfessionen
Kirchlich war Neu Karwen vor 1945 in das evangelische Kirchspiel Mickrow (heute polnisch: Mikorowo) im Kirchenkreis Stolp-Altstadt im Ostsprengel der Kirchenprovinz Pommern der Kirche der Altpreußischen Union eingegliedert. Nach 1945 kam es zur katholischen Pfarrei Czarna Dąbrówka (Schwarz Damerkow) im Dekanat Łupawa (Lupow) im Bistum Pelplin der Katholischen Kirche in Polen. In Karwno wurde eine neue (Filial-)Kirche errichtet. Die evangelischen Kirchenglieder sind jetzt in die Kreuzkirchengemeinde in Słupsk (Stolp) in der Diözese Pommern-Großpolen der Evangelisch-Augsburgischen Kirche in Polen eingegliedert.

## Bildungseinrichtungen
Schulisch war Neu Karwen vor 1945 nach Vargow (heute polnisch: Wargowo) hin orientiert.